# Olvidarte jamás
Olvidarte jamás é uma telenovela americana-venezuelana exibida em 2006 pela Univision e Venevisión.

## Elenco
- Sonya Smith - Luisa Domínguez / Victoria Salinas
- Gabriel Porras - Diego Ibarra
- Mariana Torres - Carolina Montero
- Elizabeth Gutiérrez - Isabella Neira
- Daniel Elbitar - Alejandro Montero
- Martha Julia - Lucrecia Montero
- Héctor Soberón - Renato Tuluz
- Guillermo Murray - Gregorio Montero
- Sebastián Ligarde - Gonzalo Montero
- Karen Sentíes - Gladis de Montero
- Maite Embil - Florencia Montero
- Fernando Carrera - Martín de la Nuez
- Paulo César Quevedo - Patricio de la Nuez
- Carlos Caballero - Macario
- Brenda Bezares - Constanza Montero
- Félix Loreto - Rubén Terán
- Javier Armenteros - Gerardo
- Taniusha Capote - Bianca
- Rodrigo Vidal - Miguel
- Carmen Daysi Rodríguez - Crista
- William Levy - Germán Torres
- Adela Romero - Martina
- Carla Rodríguez -  Amalia
- Gloria Zapata - Flora Ibarra
- Fernanda Urdapilleta - Romina
- Yaxkin Santalucía - Claudio
- Julio Capote -  Savador "Chema"
- Roberto Levermann - Edelmiro